# Philipp Petzschner
Philipp Petzschner (Bayreuth, 24 marzo 1984) è un ex tennista tedesco.

## Caratteristiche
È un giocatore molto incostante, capace di tocchi geniali e di errori gravi nello stesso match. Il suo punto di forza è il servizio, al quale è difficile rispondere o tenere in campo. Nello scambio il suo colpo migliore è il rovescio.

## Carriera
Tennista specializzato nel doppio, in questa specialità conquista otto titoli tra cui spiccano Wimbledon 2010 e gli US Open 2011. Nell'aprile del 2011 raggiunge la sua migliore posizione con il nono posto. Tutte le finali vinte nel doppio le ha ottenute con l'austriaco Jürgen Melzer. In singolare vanta la trentacinquesima posizione raggiunta nel settembre 2009 e la vittoria di un titolo ATP 500, a Vienna contro Gaël Monfils.
Nel 2007 partecipa agli US Open venendo eliminato in quattro set da Tommy Haas al secondo turno. Nel 2008 partecipa agli US Open al doppio maschile venendo eliminato con il connazionale Christopher Kas ai quarti dai fratelli americani Bryan. Nel 2010 con il compagno di doppio Melzer ottiene il titolo di Wimbledon nel doppio maschile, mentre nel singolare viene eliminato da Rafael Nadal in un match lungo cinque set.
Nel 2012 supera le qualificazioni del Rosmalen Open e nel tabellone principale vince quattro match consecutivi garantendosi la finale. Nell'incontro decisivo e con davanti la testa di serie numero uno, David Ferrer, si arrende in due set.
Prende parte anche a Wimbledon sia al singolare che al doppio (maschile e misto). Nel doppio misto supera soltanto il primo turno con la connazionale Angelique Kerber, nel singolare viene eliminato in cinque set da Florian Mayer e nel doppio maschile, con il solito Melzer, arriva alle semifinali ma non oltre.

## Statistiche

### Singolare

#### Vittorie (1)
| Legenda                   |
| Grande Slam (0)           |
| ATP World Tour Finals (0) |
| ATP Masters 1000 (0)      |
| ATP World Tour 500 (1)    |
| ATP World Tour 250 (0)    |

| Numero | Data            | Torneo              | Superficie  | Avversario in finale | Punteggio |
| 1.     | 12 ottobre 2008 | Vienna Open, Vienna | Cemento (i) | Gaël Monfils         | 6-4, 6-4  |

#### Finali perse (2)
| Legenda                   |
| Grande Slam (0)           |
| ATP World Tour Finals (0) |
| ATP Masters 1000 (0)      |
| ATP World Tour 500 (0)    |
| ATP World Tour 250 (2)    |

| Numero | Data           | Torneo                          | Superficie | Avversario in finale  | Punteggio        |
| 1.     | 12 giugno 2011 | Halle Open, Halle               | Erba       | Philipp Kohlschreiber | 7–6(5), 2-0 rit. |
| 2.     | 23 giugno 2012 | Rosmalen Open, 's-Hertogenbosch | Erba       | David Ferrer          | 6-3, 6-4         |

### Doppio

#### Vittorie (8)
| Legenda                   |
| Grande Slam (2)           |
| ATP World Tour Finals (0) |
| ATP Masters 1000 (0)      |
| ATP World Tour 500 (1)    |
| ATP World Tour 250 (5)    |

| Numero | Data              | Torneo                      | Superficie  | Compagno      | Avversari in finale                  | Punteggio           |
| 1.     | 7 febbraio 2010   | Zagreb Indoors, Zagabria    | Cemento (i) | Jürgen Melzer | Arnaud Clément Olivier Rochus        | 3-6, 6-3, [10-8]    |
| 2.     | 3 luglio 2010     | Torneo di Wimbledon, Londra | Erba        | Jürgen Melzer | Robert Lindstedt Horia Tecău         | 6-1, 7-5, 7-5       |
| 3.     | 13 febbraio 2011  | Rotterdam Open, Rotterdam   | Cemento (i) | Jürgen Melzer | Michaël Llodra Nenad Zimonjić        | 6–4, 3–6, [10–5]    |
| 4.     | 16 luglio 2011    | Stuttgart Open, Stoccarda   | Terra rossa | Jürgen Melzer | Marcel Granollers Marc López         | 6-3, 6-4            |
| 5.     | 11 settembre 2011 | US Open, New York           | Cemento     | Jürgen Melzer | Mariusz Fyrstenberg Marcin Matkowski | 6-2, 6-2            |
| 6.     | 19 ottobre 2014   | Vienna Open, Vienna         | Cemento (i) | Jürgen Melzer | Andre Begemann Julian Knowle         | 7–6(6), 4–6, [10-7] |
| 7.     | 23 luglio 2017    | Swedish Open, Båstad        | Terra rossa | Julian Knowle | Sander Arends Matwé Middelkoop       | 6–2, 3–6, [10–7]    |
| 8.     | 17 giugno 2018    | Stuttgart Open, Stoccarda   | Erba        | Tim Pütz      | Robert Lindstedt Marcin Matkowski    | 7–6(5), 6-3         |

#### Finali perse (7)
| Legenda                   |
| Grande Slam (0)           |
| ATP World Tour Finals (0) |
| ATP Masters 1000 (0)      |
| ATP World Tour 500 (4)    |
| ATP World Tour 250 (3)    |

| Numero | Data             | Torneo                              | Superficie  | Compagno        | Avversari in finale                | Punteggio      |
| 1.     | 12 ottobre 2008  | Vienna Open, Vienna                 | Cemento (i) | Alexander Peya  | Maks Mirny Andy Ram                | 1-6, 5-7       |
| 2.     | 18 luglio 2010   | Stuttgart Open, Stoccarda           | Terra rossa | Christopher Kas | Carlos Berlocq Eduardo Schwank     | 6(5)–7, 6(6)–7 |
| 3.     | 8 gennaio 2012   | Brisbane International, Brisbane    | Cemento     | Jürgen Melzer   | Maks Mirny Daniel Nestor           | 1-6, 2-6       |
| 4.     | 8 gennaio 2016   | Qatar Open ATP, Doha                | Cemento     | Alexander Peya  | Feliciano López Marc López         | 4–6, 3–6       |
| 5.     | 14 febbraio 2016 | Rotterdam Open, Rotterdam           | Cemento (i) | Alexander Peya  | Nicolas Mahut Vasek Pospisil       | 6(2)–7, 4–6    |
| 6.     | 27 febbraio 2016 | Abierto Mexicano de Tenis, Acapulco | Cemento     | Alexander Peya  | Treat Conrad Huey Maks Mirny       | 6(5)–7, 3–6    |
| 7.     | 30 aprile 2017   | Barcelona Open, Barcellona          | Terra rossa | Alexander Peya  | Florin Mergea Aisam-ul-Haq Qureshi | 4-6, 3-6       |